# Октябрьский (Ванинский район)
Октя́брьский — рабочий посёлок в Ванинском районе Хабаровского края России.
Население 6264 человека (перепись 2010). Расположен в восточной части края в 3 км (по прямой) к юго-западу от районного центра Ванино, на берегу бухты Ванина. Градообразующее предприятие — железнодорожная станция Советская Гавань-Сортировочная на линии Комсомольск-на-Амуре — Советская Гавань, отсюда неофициальное народное название посёлка — «Сортировка».
Посёлок состоит из жилого массива, построенного напротив железнодорожной станции, и двух обособленных микрорайонов: бывший военный городок Октябрьский-1 (Хотёмкино) и Октябрьский-2 (в народе — Коппинский жилмассив).
Застройка посёлка: от типовых пятиэтажных многоквартирных зданий до деревянных строений барачного типа, много частного сектора. Большинство проезжих улиц заасфальтировано.

## История
Исторически сложилось так, что в территорию современного п. Октябрьский вошли три совершенно разных населённых пункта, каждый из которых имеет свою историю.
Градообразующим предприятием является железнодорожная станция Советская Гавань-Сортировочная, состоящая из вокзала и грузопассажирской станции. Станция построена в послевоенные годы заключёнными и военнопленными японцами (которые, в частности, построили весьма оригинальное здание вокзала, сейчас отреставрированное). Первый поезд пришёл на станцию в 1947 году.
В настоящее время функции поделены между грузопассажирской станцией ЕСР 968209 Совгавань-Сортировочная, работающей с пассажирами, багажом и различными грузами, в том числе с контейнерами, и станцией ЕСР 968105 Совгавань-Сортировочная-Экспорт, ориентированной только на работу с портовой зоной г. Советская Гавань.
Микрорайон Октябрьский-1 ранее назывался посёлок Хотёмкино, в котором градообразующим предприятием (с 40-х годов?) была школа младших авиационных специалистов в/ч 03140, затем по соседству разместили 10-й отдельный дисциплинарный батальон. ШМАС была расформирована в 1991 году, ОДБ переведён в г. Уссурийск.
В настоящее время все служебные строения и технические территории на Хотёмкино полностью разрушены, в жилом секторе заселён один многоквартирный дом, остальное — частный сектор. По территории бывших в/ч проходит междугородняя автотрасса 08А-1.
Микрорайон Октябрьский-2, народное название — Коппинский жилмассив. Обособленно расположен на живописном южном берегу бухты Ванина, на вершине сопки высотой около 100 метров. Застройка — многоквартирные (пятиэтажные) здания. Градообразующее предприятие в советские годы — Коппинский лесоперерабатывающий комбинат с собственным производственно-перегрузочным комплексом ППК-3 в порту.
До декабря 1959 года Октябрьский входил в городскую черту г. Советская гавань, затем стал отдельным населённым пунктом в пригороде Совгавани, с образованием поселкового исполнительного комитета. 19 марта 1974 года, на основании решения Хабаровского крайисполкома № 465 передан из Советско-Гаванского района в образованный незадолго до этого Ванинский район. Администрация городского поселения «Рабочий посёлок Октябрьский» образована в январе 1992 года и стала преемником исполкома Октябрьского поселкового совета.

## Население
| 1959  | 1970  | 1979  | 1989  | 1992  | 2000  | 2002  |
| ----- | ----- | ----- | ----- | ----- | ----- | ----- |
| 6270  | ↘6166 | ↗7823 | ↗7966 | ↗8000 | ↘7600 | ↘6524 |
| 2009  | 2010  | 2011  | 2012  | 2013  | 2014  | 2015  |
| ↘6176 | ↗6240 | ↘6216 | ↗6258 | ↘6191 | ↘6046 | ↘6013 |
| 2016  | 2017  | 2018  | 2019  | 2020  | 2021  | 2023  |
| ↘5953 | ↘5816 | ↘5711 | ↘5650 | ↘5611 | ↗6129 | ↘6037 |
| 2024  |       |       |       |       |       |       |
| ↘5985 |       |       |       |       |       |       |

## Экономика
Железнодорожная станция Совгавань-сортировочная.
Лесопереработка (выпуск древесно-стружечных плит и пиломатериалов) — в 1,8 км находится лесоперерабатывающий завод ООО «СП Аркаим» и ППК-3.
Хлебопекарня, районная ветеринарная станция, столярно-слесарный цех (в котором, помимо прочего, работают со стеклом, вероятно, единственная в районе мастерская стекольных работ).

## Торговля
23 торговых точки, 1 предприятие общественного питания, 2 хлебопекарни, 4 аптеки. Для приезжих имеется гостиница. На углу ул. Центральная и Вокзальная работает небольшой уличный рынок.

## Транспорт
Градообразующее предприятие — железнодорожная станция Советская Гавань-Сортировочная (3 класс) является конечной станцией для пассажирских поездов на линии Комсомольск-на-Амуре — Советская Гавань, занимается обработкой пассажирских и грузовых поездов. Пропускная способность станции — 5 пар поездов грузовых и 2 пары пассажирских поездов в сутки. На станции также осуществляются погрузки—выгрузки вагонов, находится контейнерная, локомотивное депо.
В черте посёлка расположено автотранспортное муниципальное предприятие ООО «АТП Ванино», осуществляющее пассажирские автобусные перевозки (см. раздел Транспорт в ст. Ванино)
Через посёлок проходит автодорога 08А-4 «Ванино — Советская Гавань». Сразу за посёлком находится перекрёсток дороги 08А-1 «Хабаровск — Лидога — Ванино».

## Образование и культура
На территории городского поселения «Рабочий посёлок Октябрьский» работают 7 образовательных учреждений. Средняя общеобразовательная школа № 90 с 599 учащимися, вечерняя (сменная) средняя общеобразовательная школа с 190 учащимися, 3 дошкольных образовательных учреждения, которые посещают 338 детей, Центр внешкольной работы «Радуга», который посещает 370 детей, детский дом.
Имеется Дом культуры — филиал МУ «РДК», а также библиотека.

## Здравоохранение
На территории посёлка функционирует НУЗ «Линейная поликлиника на ст. Совгавань-Сортировочная ОАО РЖД», оказывающая медицинскую помощь работникам железнодорожного транспорта и приписному населению. Госпитальную помощь жителям посёлка оказывают в МУЗ ЦРБ п. Ванино.
В жилом массиве Коппинский, входящем в черту посёлка, в помещении жилого дома расположена врачебная амбулатория МУЗ «ЦРБ», в которой ведут приём врачи терапевт и педиатр, также оказывается стоматологическая помощь жителям.

## Связь
В посёлке имеется станция АТС на 1600 номеров, ОАО «Ростелеком» предоставляет доступ в Интернет. Имеется узел почтовой связи

## Чрезвычайные происшествия
30 ноября 2007 года, в результате пожара и шквалистого ветра сгорело 23 деревянных жилых дома.